# Tour de Vendée 2023
Il Tour de Vendée 2023, cinquantunesima edizione della corsa, valevole come prova dell'UCI Europe Tour 2023 categoria 1.1 e come diciassettesima della Coppa di Francia 2023, si svolse il 1º ottobre 2023 su un percorso di 207,1 km, con partenza da Mouilleron-Saint-Germain arrivo a La Roche-sur-Yon, in Francia. La vittoria fu appannaggio del francese Arnaud Démare, il quale completò il percorso in 4h45'47", alla media di 43,48 km/h, precedendo i connazionali Paul Penhoët e Sandy Dujardin.

## Squadre e corridori partecipanti
| N.    | Cod. | Squadra            |
| ----- | ---- | ------------------ |
| 1-7   | COF  | Cofidis            |
| 11-17 | TEN  | TotalEnergies      |
| 21-26 | ACT  | AG2R Citroën Team  |
| 31-36 | GFC  | Groupama-FDJ       |
| 41-47 | ARK  | Team Arkéa-Samsic  |
| 51-57 | BBH  | Burgos-BH          |
| 61-67 | EKP  | Equipo Kern Pharma |
| 71-77 | EUS  | Euskaltel-Euskadi  |

| N.      | Cod. | Squadra                           |
| ------- | ---- | --------------------------------- |
| 81-87   | TNN  | Team Novo Nordisk                 |
| 91-97   | UCN  | CIC U Nantes Atlantique           |
| 101-107 | VRL  | Van Rysel-Roubaix Lille Métropole |
| 111-117 | AUB  | St Michel-Mavic-Auber93           |
| 121-127 | NMC  | Nice Métropole Côte d'Azur        |
| 131-137 | XSU  | X-Speed United Continental Team   |
| 141-147 | CDF  | ABTF Betão-Feirense               |

## Ordine d'arrivo (Top 10)
| Pos. | Corridore          | Squadra       | Tempo    |
| ---- | ------------------ | ------------- | -------- |
| 1    | Arnaud Démare      | Arkea         | 4h45'47" |
| 2    | Paul Penhoët       | Groupama      | s.t.     |
| 3    | Sandy Dujardin     | TotalEnergies | s.t.     |
| 4    | Bryan Coquard      | Cofidis       | s.t.     |
| 5    | Clément Venturini  | AG2R          | s.t.     |
| 6    | Alexandre Delettre | Cofidis       | a 3"     |
| 7    | Jérémy Leveau      | Van Rysel     | a 5"     |
| 8    | Bram Welten        | Groupama      | s.t.     |
| 9    | Peter Sagan        | TotalEnergies | s.t.     |
| 10   | Gotzon Martín      | Euskaltel     | s.t.     |